# نادي تشليك زينيتسا لكرة السلة
نادي تشليك زينيتسا لكرة السلة هو فريق كرة سلة بوسني للسيدات تأسس في سنة 1998 يقع مقره في زينيتسا، البوسنة والهرسك. ينافس في دوري البوسنة والهرسك لكرة السلة للسيدات والدوري الأدرياتيكي للسيدات.

## الإنجازات
- دوري البوسنة والهرسك لكرة السلة للسيدات:
  - الفوز (3) : 2012، 2014، 2015
  - الوصافة (2) : 2010، 2011
- كأس البوسنة والهرسك لكرة السلة للسيدات
  - الفوز (4) : 2011، 2012، 2014، 2015
  - الوصافة (1) : 2006

## وصلات خارجية
- الموقع الرسمي